# Beachhandball-Asienmeisterschaften 2022/Frauen
Das Frauenturnier der Beachhandball-Asienmeisterschaften 2022 gilt als achte Austragung seiner Art, obwohl es bislang erst sechs Turniere für Frauen gab. Sie fanden in Bangkok, Thailand statt und dienten zur Ermittlung einer kontinentalen Meistermannschaft auf der einen Seite sowie der asiatischen Teilnehmer an den Weltmeisterschaften mehrere Wochen später auf Kreta.
Parallel zur Asienmeisterschaft fand auch die Asienmeisterschaft der Juniorinnen statt. Anders als üblich wurden die Wettbewerbe der Frauen nicht zur selben Zeit und am selben Ort wie die der Männer – 2022 demnach in Teheran im Iran – durchgeführt, da Frauen in leichter Bekleidung gegen die regionalen Moralvorstellung in der Islamischen Republik verstößt.
Das Turnier war selbst für traditionell im Vergleich zu den Asian Beach Games schlechter besetzten Asienmeisterschaften schwach besetzt, was auf die Nachwirkungen der COVID-19-Pandemie zurückzuführen ist. So verzichteten beispielsweise die traditionell starken Mannschaften aus China und Taiwan auf eine Teilnahme, Hongkong trat immerhin bei den Juniorinnen an. Damit konnte Indien, das bislang nur sporadisch an internationalen Wettbewerben teilnahm, seine erste internationale Beachhandball-Medaille gewinnen. Mit dem Kampf um den Titel und um einen der beiden ersten Ränge, die für die Teilnahme an den Weltmeisterschaften und den World Games berechtigen, hatte Indien erwartungsgemäß nichts zu tun. Vietnam setzte sich im letzten der sechs Spiele, das zu einem echten Finalspiel geworden war, durch und gewann seinen ersten kontinentalen Titel.

## Turnier
| Rang | Team     | Spiele | Spiele | Spiele | Sätze | Sätze | Sätze | Tore    | Tore | Punkte |
| Rang | Team     | Sp     | S      | N      | G     | V     | +-    | T       | +-   | Punkte |
| ---- | -------- | ------ | ------ | ------ | ----- | ----- | ----- | ------- | ---- | ------ |
| 1    | Vietnam  | 4      | 3      | 1      | 7     | 2     | +5    | 215:121 | +94  | 6      |
| 2    | Thailand | 4      | 3      | 1      | 6     | 3     | +3    | 190:120 | +70  | 6      |
| 3    | Indien   | 4      | 2      | 1      | 4     | 3     | +1    | 64:228  | -164 | 0      |

| 25. April, 17:00 Uhr | Indien   | – | Thailand | 0:2 (8:23, 5:26)        |
| 26. April, 17:00 Uhr | Vietnam  | – | Indien   | 2:0 (30:5, 30:10)       |
| 27. April, 17:00 Uhr | Thailand | – | Vietnam  | 2:1 (20:27, 20:16, 8:4) |
| 28. April, 17:00 Uhr | Thailand | – | Indien   | 2:0 (28:6, 27:10)       |
| 29. April, 17:00 Uhr | Indien   | – | Vietnam  | 0:2 (12:32, 8:32)       |
| 30. April, 17:00 Uhr | Vietnam  | – | Thailand | 2:0 (22:20, 22:18)      |

## Siegerinnen
| Gold | Silber | Bronze |
| --- | --- | --- |
| VietnamLu Ngoc Trinh (36+0) Nguyen Thi Phung (24+0) Pham Thi My Hang (52+1) Ha Thi Hanh (26+0) Dam Thi Thanh Huyen (41+1) Nguyễn Thị Kim Thư (6+0) Nguyen Thi Xuong (4+2/1) Tran Thi Sen (22+0) Do Thi Kim Yen (4+1) Nguyen Thi Tra My (0) Trainer: Tang Quy Minh Co-Trainer: Nguyen Thai Hoa | ThailandPloysouy Dernribram (27+0) Angkana Wongsason (43+0) Areeya Sirisakulcharoen (0+3/1) Rujira Khrueasri (26+0) Kittiyakorn Tapa (6+1) Saranya Saetang (30+0) Niphaphon Pansopa (23+1) Kawinthida Janjit (8+0) Kanchana Tongpra (0) Nittaya Joisakoo (27+0) Trainer: Van Wannaphan Co-Trainer: Jaraen Ananuah | IndienSimaben Ashvinbhai (17+3) Natasha Bhagwan (0) Vaishnavi Chandrakant (0) Shefali Das (17+3) Rekha Arjun Kamble (0) Siddhi Krishna (1+0) Mansi Parab (4+2) Bithika Rabha (25+0) Tanya Singh (0) Trainer: Priyadeep Singh Co-Trainer: Vijay Kumar Kaza |

In Klammern: erzielte Punkte+Zeitstrafen/Spielstrafen

### All-Star-Team
- Torschützin: Pham Thi My Hang (52 Punkte)
- Specialist: Ha Thi Hanh